# Mörder-Roulette
Mörder-Roulette (Originaltitel: El clan de los inmorales) ist ein 1974 veröffentlichter Poliziottesco mit Helmut Berger und Sydne Rome in den Hauptrollen des Regisseurs José Gutiérrez Maesso. Der Film wurde auch unter den Alternativtitel Der Todesbiß der Klapperschlange gezeigt.

## Handlung
Klay Heart ist ein Profikiller mit Geldsorgen. Am liebsten möchte er mit seiner Freundin eine neue Existenz aufbauen. Doch hierfür braucht er Geld und nimmt einen Auftrag des Mafiaboss McLean an. Klay soll einen bekannten Politiker ermorden. Spät erkennt Klay, dass es sich bei dem Opfer um einen alten Freund handelt. Doch dann ist dieser schon von einem anderen Killer getötet. Der Mafiaboss McLean ist über das Versagen von Klay erzürnt und engagiert eine Truppe von Killern um Klay zu töten. In seiner Not verbündet sich Klay mit Inspektor Heart. Gemeinsam will er mit einer Truppe von ausgebildeten Elitepolizisten McLean den Garaus machen.

## Hintergrund
- Teile des Films wurden in der dominikanischen Republik gedreht.

- Internationaler Titel ist Order to Kill; der oftmals angegebene italienische Titel Ordine per uccidere kann nicht verifiziert werden.

## Kritik
„Reißerischer Gangsterfilm, der aktuelle Probleme vorschiebt, um Sadismen und Brutalitäten ausspielen zu können.“

„Regisseur Maesso lässt hier konsequenter Weise alles und jeden nach Schema aussehen. ... Helmut Berger spult seine Rolle souverän ab. Dies macht er so gut, dass er den durchwachsnen Gangsterfilm rettet.“

Der italienische Filmkritiker Roberto Poppi schrieb, hier werde zuerst geschossen und dann nachgedacht, nicht allein weil die Figuren nicht anders könnten, sondern weil das einzige Interesse des Regisseurs darin bestehe, viele gewalttätige Szenen zu zeigen, ohne auf innere Logik oder Dramaturgie zu achten. In der Zeitung Il Messaggero wurde kritisiert, dass der Film viele Gewaltszenen aber wenig Handlung aufweisen würde.